# Audi Typ M
La Typ M è un'autovettura di fascia alta prodotta dall'Audi dal 1925 al 1928.

## Caratteristiche
Presentata al salone dell'automobile di Berlino del 1923 per sostituire la poco fortunata Typ K, la Typ M montava un motore assai ricco di innovazioni tecnologiche: posizionato anteriormente era un 6 cilindri in linea a quattro tempi da 4.655 cm³ di cilindrata (alesaggio e corsa: 90 x 122 mm). Più in particolare, si trattava della prima Audi a montare un motore a 6 cilindri, ma non finiva qui, poiché inoltre il motore montato era anche interamente in lega leggera, una vera novità in quegli anni. Quanto allo schema di distribuzione, qui si aveva un'ulteriore novità, rappresentata dalla presenza di un albero a camme in testa. La potenza erogata da tale propulsore era di 70 CV a 3.000 giri al minuto. L'impianto elettrico era a 12 volt. La lubrificazione era forzata ad olio mentre il raffreddamento era ad acqua. Per la prima volta, inoltre, la Typ K propose un sistema frenante a circuito idraulico, con freni sulle quattro ruote. Il cambio, con leva al centro della vettura, era a quattro rapporti, con trazione posteriore. La carreggiata anteriore e posteriore era di 1.450 mm. Le sospensioni erano ad assale rigido con molle a balestra.
Le carrozzerie disponibili erano berlina e limousine quattro porte. La velocità massima raggiunta dalla vettura era di 120 km/h, con un consumo medio di 22-25 litri ogni 100 km (a seconda del tipo di carrozzeria). Tra le altre particolarità proposte dalla Typ M vi fu una pompa ad aria compressa utilizzata per il gonfiaggio degli pneumatici, un sistema che per la verità era già stato proposto dalla Typ K, e che la Typ M si semplicemente limitata a riproporre.
Nonostante le sue particolarità, neppure la Typ M si rivelò un successo, anzi: all'epoca del suo debutto fu una delle più costose auto tedesche in commercio (ben 22.300 RM), e ciò si ripercosse negativamente sui dati di vendita. Dal 1925 al 1928 ne furono prodotti solo 228 esemplari.